# Nervus occipitalis major

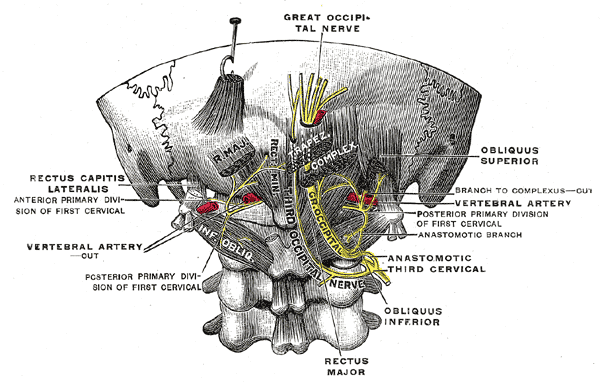
Hinterkopf des Menschen mit Nervus occipitalis major (Greater occip. nerve)

Der Nervus occipitalis major (lat.: „großer Hinterhauptnerv“) ist ein peripherer Nerv des Halses. Er entspringt dem rückenseitigen (dorsalen/posterioren) Ast des zweiten Spinalnervens. Beim Menschen durchbohrt sein sensibler Ast den Musculus trapezius und zieht zur Hinterhauptsgegend.
Der Nerv versorgt im Bereich des Nackens motorisch den Musculus semispinalis, den Musculus longissimus und den Musculus splenius. Sensibel innerviert der Nerv die Haut des Hinterkopfes.
Die wiederholte örtliche Betäubung des Nervus occipitalis major ist ein Behandlungsverfahren bei Okzipital-Neuralgie und bei Cluster-Kopfschmerz. Die elektrische Stimulation des Nerven (Okzipitale Nervenstimulation) ist ein Verfahren zur Behandlung chronischer Migräne.